# جریان القایی ژئومغناطیسی

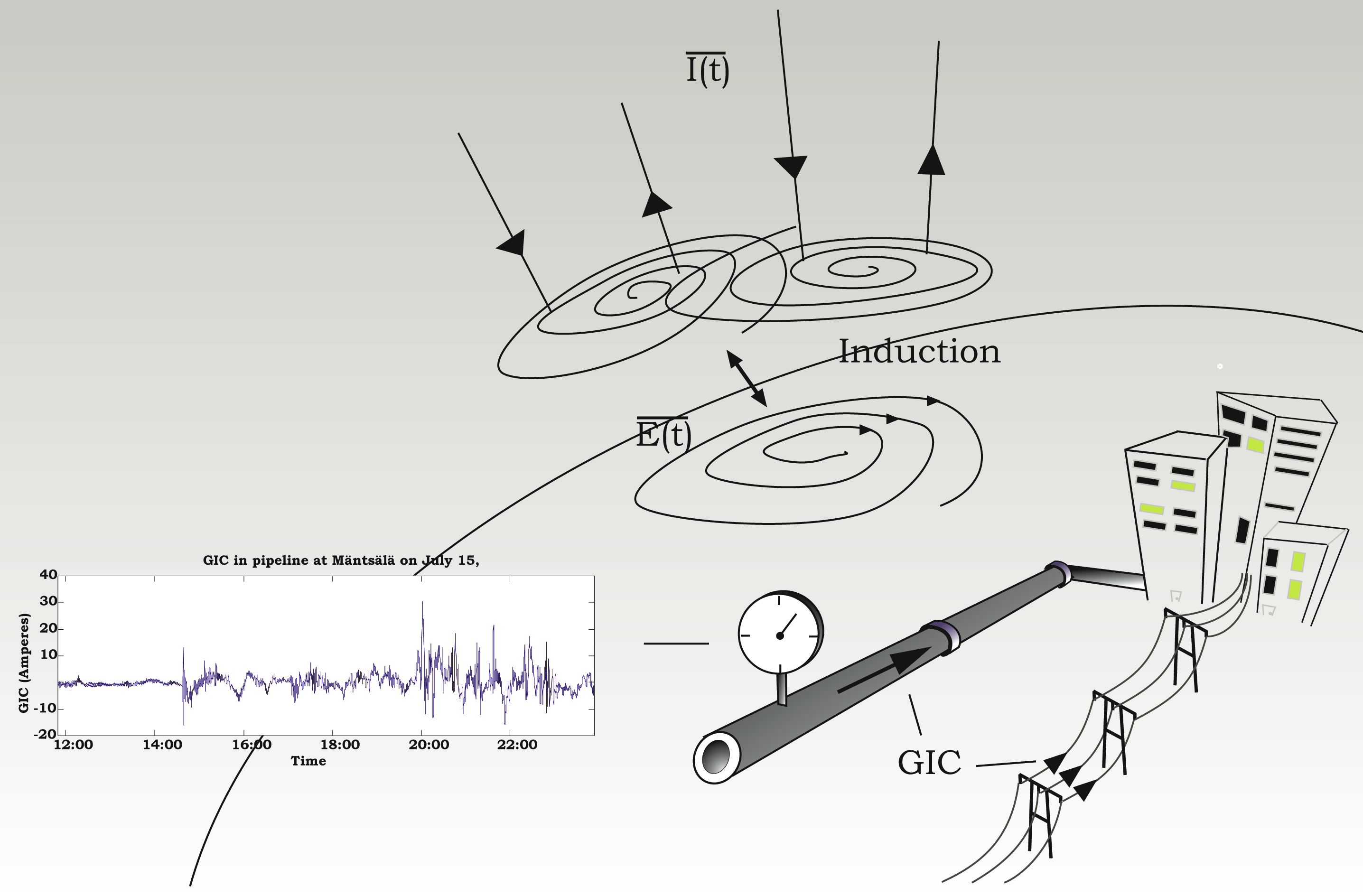
اصول اساسی برای تولید GIC؛ تغییرات جریان‌های یونوسفر (I(t))، یک میدان الکتریکی (E(t)) ایجاد می‌کند که GIC را هدایت می‌نماید. این طرح‌نگاره، واقعی است و GIC از خط لولهٔ گاز طبیعی فنلاند را نمایش می‌دهد.

جریان القایی ژئومغناطیسی (انگلیسی: Geomagnetically induced current) به اختصار (GIC)، بر اثر طوفان خورشیدی و برخورد جرقه آن به مغناطیس‌سپهر زمین باعث خرابی ترانسفورماتورهای قدرت شود که قطعی گسترده در شبکه های برق به همراه دارد.